# 미야자키 도텐

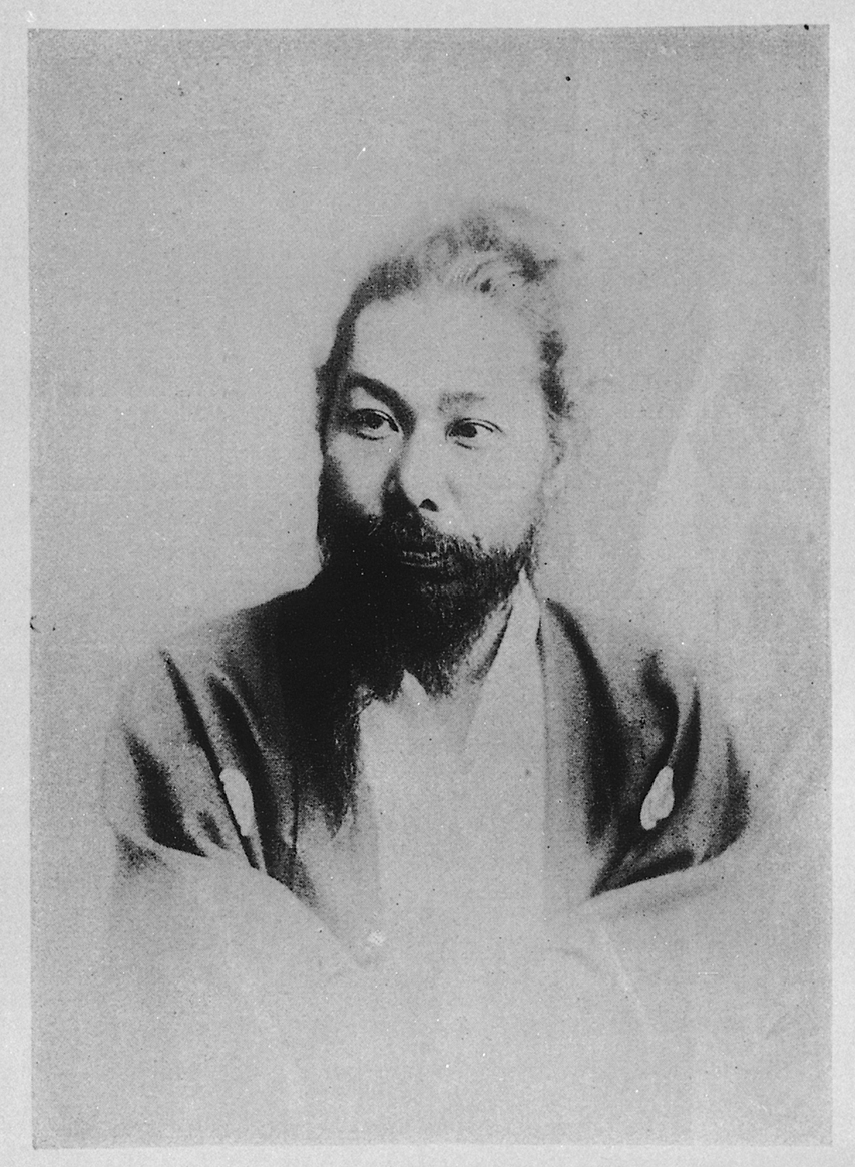
미야자키 도텐

미야자키 토라조(일본어: 宮崎 寅蔵: 1871년 1월 23일(메이지 3년 음력 12월 3일 ~ 1922년(다이쇼 11년) 12월 6일)는 일본에서 쑨원의 신해혁명을 지원한 혁명가, 로쿄쿠시이다. 서양의 침략을 받고 있는 아시아를 구하기 위해서는 아시아 문명의 중심인 중국의 독립과 중국 민중의 자유가 선결되어야 하며, 그것이 세계평화로 이어진다는 신념 아래 대륙낭인으로 활동했다. 호는 도텐(일본어: 滔天)으로 본명보다 많이 불린다. 로쿄쿠시로서 이름은 도추켄 우시에몬(일본어: 桃中軒 牛右衛門)이다. 도추켄 구모에몬의 대본을 작성하였다.

## 생애
히고국 다마나군 아라오촌(현 구마모토현 아라오시)에서 스가와라노 미치자네를 시조로 둔 향사 미야자키 마사카타·기사(佐喜)부부의 막내로 태어났다. 미야자키 하치로, 미야자키 다미조, 미야자키 야조가 손윗형제들이며, 형들은 부친에게 산동가 이천일류를 배웠다. 구마모토에서 도쿠토미 소호가 주재한 사숙 오에기주쿠에서 기독교와 자유주의 사상을 배우고 사숙이 폐교할 때까지 공부했다. 민권가들은 연설을 주무기로 삼았는데 이 무렵의 도텐은 대중연설에 약했다.
1886년(메이지 19년) 상경하여 도쿄전문학교(현 와세다 대학)에 입학했지만 학풍에 적응하지 못해 중퇴했다. 이후 교회를 다니며 목사 아내에게 영어를 배웠다. 자유민권운동에 참여하는 과정에서 아시아 혁명에 관심을 깊게 가졌다. 1889년(메이지 22년) 나가사키의 미션스쿨 카푸리 영화학교에 재학 중 스웨덴인 이삭 아브라함을 만나 자기 학교를 만들 기금을 모으다 마에다 카가시의 아들 마에다 가가쿠를 만났고 가가쿠의 누이동생 쓰치와 혼약한다. 한편 학교 계획은 이삭이 미국으로 강제송환되어 좌절되었다.
1891년(메이지 24년) 처음으로 상하이를 방문했다. 이듬해 쓰치와 결혼, 장남 류스케가 태어났다. 동시기 조선에서 동학란이 일어나 일본과 청나라는 조선 땅에서 전쟁에 돌입했다. 1895년(메이지 28년) 4월 미국으로 건너가 경제학을 배우겠다고 가나가와현에서 여권을 취득했지만 미국행은 실현되지 않았다. 동년 7월경 고베 사람 이와모토 치즈나(岩本 千綱)와 연락하여 9월 말 히로시마의 해외도항주식회사의 재방콕 대리인으로 취직해 태국으로 갔다. 1896년(메이지 29년) 6월 태국에서 귀국했다. 외무성 지시에 따라 중국 비밀결사의 실정을 관찰하라는 명을 받고 중국인 혁명당원들과 왕래가 시작되었다.
1897년(메이지 30년) 손일선(손문)과 알게 되었고, 이후 중국 대륙의 혁명운동을 지원하기 시작한다. 1898년(메이지 31년) 무술정변으로 강유위가 홍콩으로 도피하자 그를 수반하여 일본 망명을 알선했다. 1898년(메이지 31년)에는 필리핀 혁명에 참여했다.
1900년(메이지 33년) 가로회・삼합회・흥중회 3파의 대동단결이 이루어져 삼주전 봉기라는 승부수를 띄었으나 실패했다. 이후 도텐은 싱가포르에 있던 강유위를 데려와 손일선과 제휴시키려고 획책했다. 그러나 자객으로 의심받아 추방 명령을 받고 홍콩으로 향했다가 거기서도 추방 명령을 받는다. 배 안에서 손일선과 음모를 거듭했지만, 일본 국내에서 꾸며둔 공작선은 모두 파괴되고 자금도 핍박해져 정치적 기획은 더 이상 할 수 없게 되어 버린다. 이 시기 반생기 『33년의 꿈』을 저술, 1902년(메이지 35년) 출판했다. 도텐의 이 회고록은 중국에 『손일선』이라는 제목으로 처음 번역되어 "혁명가 손일선"의 이름이 일반에 알려지게 하는 데 기여했다.
아시아주의 운동이 일단 이렇게 좌절되자 스스로를 되돌아볼 목적으로 낭곡사 도주켄 구모에몬의 문하로 들어가 낭곡사로서 "토우츄켄 우시에몬"의 이름을 받는다. 그러나 혁명의 뜻을 버린 것은 아니었고, 1905년(메이지 38년) 도쿄의 우치다 료헤이 자택에서 손일선 등 중국 혁명가들을 모아 혁명운동단체 중국동맹회를 결성했다. 한편 조선개화당의 김옥균의 망명도 지원했다. 김옥균이 상하이에서 암살되자 모발과 의복 일부를 반입하여 아사쿠사 혼간지에서 장례식을 치렀다.
1906년(메이지 39년) 이타가키 다이스케의 비서인 와다 사부로, 히라야마 슈, 카야노 나가토모 등과 대륙낭인 단체 혁명평론사(革命評論社)를 설립한다. 1907년(메이지 40년) 『혁명평론』을 창간하여 손일선의 신해혁명을 지원한다. 1912년(메이지 45년) 1월에 구술한 『지나혁명군담 부 혁명사정』을 출판하여 신해혁명의 선전에 노력했다.
사망 전 해까지 대륙을 자주 여행했다. 1922년(다이쇼 11년) 12월 6일 신장질환으로 인한 요독증 합병증으로 도쿄에서 사망했다. 향년 51세.